# Gesta municipalia
Als Gesta municipalia wird die städtische Aktenführung in spätantiker Zeit bezeichnet. 

## Beschreibung
Seit den Zeiten Konstantins des Großen im 4. Jahrhundert erhielten private Rechtsaufzeichnungen durch die Eintragung in diese Gesta öffentlichen Glauben und Rechtskraft. Die vorher ausgestellte Urkunde wurde im Beisein der Beteiligten durch Verlesung bekannt gemacht und anschließend im Wortlaut in ein städtisches Register eingetragen. Dieser Eintrag konnte im Streitfall als Besitznachweis gelten und gerichtlich verwendet werden. Gesichert sind solche Gesta im Verlaufe der Spätantike in den römischen Städten, zum Teil aber auch weit darüber hinaus, so etwa in Ravenna bis ins 7. Jahrhundert.